# Даутли (Търновата)
Вижте пояснителната страница за други значения на Даутли.
Даутли (на гръцки: Αμπελοχώρι, Амбелохори, катаревуса: Αμπελοχώριον, Амбелохорион, до 1926 година Δαουτλή, Даутли) е бивше село в Гърция, дем Пеония, област Централна Македония.

## География
Селото е било разположено северно от град Ругуновец (Поликастро), на самата границата със Северна Македония източно от Селемли и западно от Крастали (Корона).

## История
В началото на XX век Даутли е турско село в Гевгелийска каза на Османската империя. Според статистиката на Васил Кънчов („Македония. Етнография и статистика“) в 1900 година Даутлий има 225 жители турци.
След Междусъюзническата война в 1913 година селото остава в Гърция. Населението му се изселва в Турция и на негово място са настанени гърци бежанци. В 1928 година селото е изцяло бежанско с 33 семейства и 97 жители бежанци. В 1941 година жителите му се изселват в село Колибите (Иринико).